# Sphaerophoria makarkini
Sphaerophoria makarkini är en tvåvingeart som beskrevs av Mutin 1999. Sphaerophoria makarkini ingår i släktet sländblomflugor, och familjen blomflugor. Inga underarter finns listade i Catalogue of Life.